# Baquio
Baquio (oficialmente en euskera: Bakio) es un municipio de la provincia de Vizcaya, en la comunidad autónoma del País Vasco, España.

## Geografía

Playa de Baquio

Está formado por un pequeño valle drenado por el río Zarraga o Estepona, y el pequeño Ondarra que desemboca en plena playa. Este valle está rodeado por montañas al este, sur y oeste y queda abierto por el norte al mar Cantábrico. El municipio linda al norte con el mar, al este con la localidad de Bermeo, al sur con la localidad de Munguía y al oeste con las localidades de Maruri y Lemóniz.
El municipio se llamaba antiguamente Basigo de Baquio-Anteiglesia, siendo este el nombre de su principal barrio.
En 1927 se añadieron al municipio los barrios de San Pelayo y Zubiaur, que hasta entonces habían pertenecido a Bermeo. A pesar de su situación costera y de su origen como aldea de pescadores, Baquio no posee ya demasiada tradición marinera y ha sido más bien una localidad tradicionalmente agrícola.
Posee un microclima caracterizado por abundantes precipitaciones y temperaturas moderadas, sin apenas precipitaciones de nieve o heladas, lo que favorece el cultivo de la vid y la producción del vino denominado chacolí.

## Demografía
Baquio cuenta con una población de 2821 habitantes (INE 2024).
| Gráfica de evolución demográfica de Baquio entre 1842 y 2021 |
| |
| Población de derecho según los censos de población del INE Población de hecho según los censos de población del INEEn estos censos se denominaba Baquio: 1842, 1877, 1887, 1897, 1900, 1910, 1920, 1930, 1940, 1950, 1960, 1970 y 1981 En estos censos se denominaba Básigo de Baquio-Anteiglesia: 1857 y 1860 |

## Economía
Tradicionalmente las principales fuentes de recursos de Baquio han sido las actividades agrícolas y ganaderas, siendo secundarias las dedicaciones relacionadas con el mar. El núcleo del antiguo modelo económico fue el caserío, edificio dedicado a vivienda de la familia y el ganado. Puede visitarse un amplio conjunto de caseríos de diferentes épocas y estilos: con soportal adintelado (Gorrondona, Artetxe), con soportal en arco (Bidetxe) y de estructura cúbica como Gabantxo.
La agricultura continúa siendo hoy en día un importante sector de actividad en Baquio, donde se cultivan productos de alta calidad y gran tradición, cuyo máximo exponente es el famoso Txakoli, contando esta localidad con tres bodegas actualmente: Gorrondona-Doniene, Zabala y Abio.
Numerosas construcciones de Baquio conservan estructuras e instalaciones que reflejan la tradición del cultivo de la vid en sus emparrados.
En la actualidad ha ganado fama como importante centro de veraneo, aumentando su población exponencialmente en época estival. Aun así, Baquio mantiene una importante actividad cultural municipal durante el resto del año.

## Administración y política
| Partido político                                              | 2023   | 2023       | 2019   | 2019       | 2015   | 2015       | 2011   | 2011       | 2007   | 2007       | 2003        | 2003        | 1999   | 1999       | 1995   | 1995       | 1991  | 1991       |
| Partido político                                              | %      | Concejales | %      | Concejales | %      | Concejales | %      | Concejales | %      | Concejales | %           | Concejales  | %      | Concejales | %      | Concejales | %     | Concejales |
| Euskal Herria Bildu (EH Bildu)-Bildu                          | 55,65  | 7          | 47,78  | 5          | 34,31  | 4          | 43,36  | 5          | —      | —          | —           | —           | —      | —          | —      | —          | —     | —          |
| Euzko Alderdi Jeltzalea-Partido Nacionalista Vasco (EAJ-PNV)  | 39,70  | 4          | 33,23  | 4          | 39,32  | 5          | 51,04  | 6          | 46,73  | 6          | 72,97       | 8           | 60,51  | 6          | 65,13  | 7          | 66,12 | 7          |
| Partido Socialista de Euskadi-Euskadiko Ezkerra (PSE-EE PSOE) | 1,79   | 0          | 1,17   | 0          | 0,65   | 0          | 1,93   | 0          | 2,04   | 0          | 1,12        | 0           | 1,28   | 0          | 2,78   | 0          | 1,13  | 0          |
| Partido Popular del País Vasco (PP)                           | 1,23   | 0          | 0,55   | 0          | 1,37   | 0          | 1,62   | 0          | 1,69   | 0          | 4,75        | 0           | 4,03   | 0          | —      | —          | —     | —          |
| Bakio Bai (BB)                                                | —      | —          | 16,64  | 2          | 23,37  | 2          | —      | —          | —      | —          | —           | —           | —      | —          | —      | —          | —     | —          |
| Eusko Abertzale Ekintza-Acción Nacionalista Vasca (EAE-ANV)   | —      | —          | —      | —          | —      | —          | —      | —          | 21,11  | 2          | —           | —           | —      | —          | —      | —          | —     | —          |
| Eusko Alkartasuna (EA)                                        | —      | —          | —      | —          | —      | —          | —      | —          | 17,87  | 2          | 13,09       | 1           | 9,41   | 1          | 12,71  | 1          | 12,22 | 1          |
| Ezker Batua-Berdeak (EB-B)                                    | —      | —          | —      | —          | —      | —          | —      | —          | 8,66   | 1          | 6,13        | 0           | —      | —          | —      | —          | —     | —          |
| Euskal Herritarrok (EH)-Herri Batasuna (HB)                   | —      | —          | —      | —          | —      | —          | —      | —          | —      | —          | Ilegalizado | Ilegalizado | 22,76  | 2          | 17,07  | 1          | 15,99 | 1          |
| Euskadiko Ezkerra (EE)                                        | PSE-EE | PSE-EE     | PSE-EE | PSE-EE     | PSE-EE | PSE-EE     | PSE-EE | PSE-EE     | PSE-EE | PSE-EE     | PSE-EE      | PSE-EE      | PSE-EE | PSE-EE     | PSE-EE | PSE-EE     | 3,65  | 0          |

## Cultura

### Patrimonio

#### Religiosa
En lo que a la arquitectura religiosa se refiere, hay que destacar la Parroquia de Santa María, de estilo gótico (siglo XVI) que se ubica en el barrio de Basigo. Debe hacerse mención de las ermitas de San Martín, Santa Úrsula, San Esteban, San Cristóbal y Santa Catalina, todas situadas en las zonas rurales y construidas en estilo popular.

#### Civil
En cuanto a arquitectura civil Baquio posee un conjunto de elementos de arquitectura interesante, construidos a partir del siglo XVII, que pueden conocerse a través de recorridos señalizados por el ayuntamiento. Del periodo barroco destacan las mansiones señoriales de Elexpuru y Ormaza, palacios rurales pertenecientes a importantes familias locales, que reflejan el tránsito entre lo rural y lo residencial de la época.
Con la entrada del siglo XX nuevas formas arquitectónicas se introdujeron en la localidad.
El auge de la costa como lugar de residencia vacacional de las clases privilegiadas bilbaínas edificó mansiones en el camino que une la iglesia hasta el mar. La característica fundamental de estas casonas residenciales es la gran variedad de estilos, que tenía como finalidad subrayar la posición económica y social de sus propietarios, mediante diferentes opciones estéticas.
Las más antiguas fueron réplicas de modelos franceses, como Feliena y Quintatorre (1896). Otras, posteriores, tomaron como referencia construcciones barrocas, como el Palacio Itxas-Ondo, de 1930.
Con posterioridad se aplicaron otros modelos: edificios neocántabros, como Rosario Enea, neovascos, como Loraldia o Isabela, etc. Ya en la actualidad se han construido en Baquio innovadoras viviendas unifamiliares, como Aristondo o Aretaetxekosolo, al estilo de los años sesenta.

#### Molinos y ferrerías
Constituyen los testimonios más antiguos del aprovechamiento de la energía hidráulica en el medio rural.
En la cuenca de Baquio proliferaron a partir del siglo XVIII muchos establecimientos en torno a su río, contabilizándose hasta ocho molinos y tres ferrerías. Las ferrerías transformaban el mineral de hierro que llegaba en barcazas desde la comarca vecina de las Encartaciones hasta la playa de Baquio. Su propiedad estaba en manos de las grandes familias locales, que los arrendaban molinos y ferrerías durante generaciones.
Los molinos de Baquio han permanecido en activo hasta hace unas décadas. Algunos de ellos aún conservan sus elementos e instalaciones e incluso algunos transformados en restaurantes pueden visitarse en funcionamiento.

### Fiestas y eventos
Durante todo el año se suelen organizar numerosos eventos en el municipio que contribuyen a dotar al municipio de una interesante vida cultural. Entre estos eventos se encuentran, la Semana de Música de Baquio, el Festival Internacional de Folclore, cine al aire libre, campeonato de pelota vasca, el mercado de artesanía, un concurso de fotografía, mercado agrícola, las fiestas patronales, el Día de Santa María –15 de agosto–, campeonato de surf, el campeonato de tenis Open Kiroleta, etc.

## Véase también

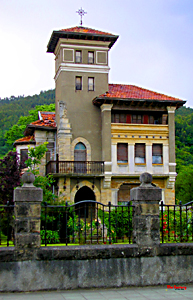
Rosario Enea